# Gornja Držina
Gornja Držina (izvirno srbsko Горња Држина) je naselje v Srbiji, ki upravno spada pod Občino Pirot; slednja pa je del Pirotskega upravnega okraja.

## Demografija
V naselju živi 28 polnoletnih prebivalcev, pri čemer je njihova povprečna starost 62,5 let (58,6 pri moških in 67,3 pri ženskah). Naselje ima 14 gospodinjstev, pri čemer je povprečno število članov na gospodinjstvo 2,07.
To naselje je, glede na rezultate popisa iz leta 2002, večinoma srbsko, a v času zadnjih treh popisov je opazno zmanjšanje števila prebivalcev.
|  |

| Demografija | Demografija     | Demografija     |
| Leto        | Št. prebivalcev | Št. prebivalcev |
| ----------- | --------------- | --------------- |
|             |                 |                 |
|             |                 |                 |
|             |                 |                 |
|             |                 |                 |
| 1948        | 269             |                 |
| 1953        | 266             |                 |
| 1961        | 195             |                 |
| 1971        | 106             |                 |
| 1981        | 76              |                 |
| 1991        | 49              | 47              |
| 2002        | 29              | 29              |
|             |                 |                 |

| Etnična sestava po popisu iz leta 2002 | Etnična sestava po popisu iz leta 2002 | Etnična sestava po popisu iz leta 2002 | Etnična sestava po popisu iz leta 2002 | Etnična sestava po popisu iz leta 2002 |
| -------------------------------------- | -------------------------------------- | -------------------------------------- | -------------------------------------- | -------------------------------------- |
| Srbi                                   | Srbi                                   |                                        | 28                                     | 96,55%                                 |
| Bolgari                                | Bolgari                                |                                        | 1                                      | 3,44%                                  |
| Neznano                                | Neznano                                |                                        | 0                                      | 0,0%                                   |